# Racibórz
Racibórz (en silésien : Raćibůř ; en tchèque : Ratiboř ; en allemand : Ratibor) est une ville de Pologne. C'est le chef-lieu de powiat de la voïvodie de Silésie.

## Situation géographique
La ville est située en Haute-Silésie, dans la vallée de l’Oder, à la porte de Moravie, près de la frontière avec la République tchèque. Elle est au carrefour des cultures polonaise, tchèque, morave et germanique. Elle est un nœud important sur le réseau routier et sur le réseau ferroviaire. Elle est située à 45 km de l’aéroport d’Ostrava et à 90 km de l’aéroport de Katowice.

## Histoire
Selon la légende, la ville aurait été fondée par le duc Racibor, chef d’une tribu slave. Racibórz était une des cinq places fortes de la tribu slave des Golęszyce qui occupait la Haute-Silésie. Elle est mentionnée par le Géographe bavarois en l’an 845. C’est la première capitale historique de la Haute-Silésie.
Gallus Anonymus rapporte dans sa chronique que Boleslas III le Bouche-Torse s’empare de la ville en 1108. À la suite du démembrement féodal de la Pologne, le duché de Racibórz est créé en 1172 par Mieszko IV Jambes Mêlées. Au XIIe siècle, en raison de sa situation privilégiée au carrefour des routes qui joignent la Bohême et la Moravie à Cracovie, et la Silésie à la Ruthénie, la ville devient un centre commercial. La première pièce de monnaie est frappée à Racibórz en 1211. En 1217, Racibórz reçoit les privilèges urbains et, à partir de 1299, elle sera administrée par son propre conseil municipal. Devenue un vrai château fort, Racibórz résiste à l’invasion des Tatars en 1241. Le premier hymne national polonais (Gaude Mater Polonia) y est écrit en latin, entre 1260 et 1270, par Vincent de Kielce (pl), un frère du monastère des Dominicains. C’est lui également qui écrit dans sa chronique la première phrase dans la langue polonaise. La ville a un développement florissant. Des artisans s’installent, la ville se spécialise dans le tissage et la draperie. Les plus grandes foires aux blés de Silésie s’y tiennent. Le dernier duc de la dynastie Piast décède en 1336. À cette époque, Racibórz est la ville la plus peuplée du sud de la Silésie.
Jusqu’en 1521, le duché passe dans les mains de ducs bohémiens. De 1521 à 1551, Racibórz est gouverné par le duc polonais d’Opole, un Piast vassal du royaume de Bohême. Ensuite, Racibórz, comme tout le royaume de Bohême, entre dans le domaine des Habsbourg. Au XVIIe siècle, la ville est dévastée à plusieurs reprises pendant la guerre de Trente Ans.
En 1742, Racibórz est annexée par le royaume de Prusse. De 1743 à 1945, Ratibor est le chef-lieu de l'arrondissement de Ratibor (de) dans le district d'Oppeln au sein la province de Silésie. La mise en service de la ligne ferroviaire Berlin-Vienne en 1848 relance le développement économique de Racibórz. L’extraction, les fonderies, la production de faïence, plus tard l’industrie métallurgique font de la ville un centre industriel de première importance. Même si la ville est devenue prussienne, la culture polonaise reste très présente. Les Allemands et Polonais cohabitent harmonieusement jusqu’au Kulturkampf (fin du XIXe siècle). La ville participe aux trois insurrections de Silésie contre l’Allemagne. Malgré cela, à la suite du référendum (88 % de votes pour l'Allemagne) de 1921, Racibórz reste en Allemagne, tout près de la frontière polonaise. Dans l’Entre-deux-guerres, la ville subit un profond déclin en raison de sa nouvelle situation géopolitique. C’est une des villes allemandes où il y a eu le plus de résistance à la montée du national-socialisme. D’après certains historiens américains, ce sont des habitants de Racibórz qui auraient informé les Alliés de la préparation d’une bombe atomique allemande en 1942 et qui auraient saboté sa fabrication.
Le 31 mars 1945, la ville est prise par l’Armée rouge après une longue bataille, elle est en ruines mais elle est reconstruite par la suite. La ville redevient alors polonaise et les habitants allemands sont expulsés.
Fin 2020, le Groupe de recherche de Silésie (Śląska Grupa Eksploracyjna) a retrouvé le site de l'écrasement d'un bombardier géant de type Zeppelin Staaken survenu juste après la Première Guerre mondiale. Cet appareil transportait des fonds à destination de la République populaire d'Ukraine occidentale. Parti de Breslau, le 4 août 1919, il s'est écrasé dans une forêt proche de la ville. Les causes de cet accident sont restées inconnues.

## Économie
La ville est un centre industriel. On y trouve entre autres :
- production de chaudières (Rafako SA)
- production d’électrodes en carbone
- production d’appareils ménagers électriques
- production de vêtements
- industries alimentaires (sucrerie, entreprises de produits alimentaires, brasserie)
- industrie du bois
- production de béton
- fabrique de machines et de matériel ferroviaires
- Henkel –Polska SA

## Tourisme
- Dans la ville historique :
  - Église de l’Assomption de Notre-Dame (fondée en 1025, reconstruite en style gothique)
  - Église Saint-Jacques (gothique) avec une chapelle baroque (1637-1665)
  - Église néogothique saint Jean Chrzciciel (1855)
  - Église dominicaine du saint Esprit (fondée au XIVe siècle)
  - Église Saint-Nicolas (fondée vers 1287, reconstruite en briques rouges de 1899 à 1902)
  - Château (fondé au XIIe siècle, rénové de 1609 à 1631 et au XIXe siècle, avec sa brasserie et sa chapelle gothique
  - Beffroi (XVIe siècle, style renaissance)
  - Vestiges dans anciens remparts du XIVe siècle
  - Colonne de Notre-Dame (1725–1727)
- Dans la banlieue :
  - Réserve forestière et les étangs Łężczok
  - Arboretum de la Porte de Moravie

## Jumelages
La ville de Racibórz est jumelée avec :
- Opava (Tchéquie) depuis le 1er juin 1991
- Roth (Allemagne) depuis le 19 septembre 1992
- Leverkusen (Allemagne) depuis le 19 mars 2002
- Villeneuve-d'Ascq (France) depuis le 16 octobre 2007
- Kaliningrad (Russie) depuis le 5 mars 2002
- Tysmenytsia (Ukraine) depuis le 8 mai 2004

## Personnalités liées à la ville
- Else Berg (1877-1942), peintre germano-néerlandaise ;
- Margot Johanna Liu (1912-1993), membre du duo de danse Pepita & Peter ;
- Ryszard Wolny (1969-), champion olympique de lutte gréco-romaine.
- Mateusz Praszelik (2000- ), footballeur polonais, est né à Racibórz.
- Bernhard Proskauer (1851-1915), chimiste allemand.